# Oakwood, Texas
Oakwood là một thị trấn thuộc quận Leon, tiểu bang Texas, Hoa Kỳ. Năm 2010, dân số của thị trấn này là 510 người.

## Dân số
- Dân số năm 2000: 471 người.
- Dân số năm 2010: 510 người.